# Sphenomorphus kinabaluensis
Sphenomorphus kinabaluensis là một loài thằn lằn trong họ Scincidae. Loài này được Bartlett mô tả khoa học đầu tiên năm 1895.